# I Am... I Said
I Am... I Said is een nummer van de Amerikaanse singer-songwriter Neil Diamond. Het nummer verscheen op zijn album Stones uit 1971. Op 15 maart van dat jaar werd het nummer uitgebracht als de eerste single van het album.

## Achtergrond
Het duurde vier maanden voordat Diamond "I Am... I Said" compleet had gecomponeerd. Het is een van zijn meest persoonlijke nummers en gaat over de tijd dat hij in Los Angeles in therapie was. Diamond zei hierover in het tijdschrift Mojo in 2008: "Het was een bewuste poging van mij om uit te drukken waar mijn dromen over gaan, wat mijn aspiraties zijn en wie ik was. En zonder twijfel komt het uit mijn sessies met de analist." In hetzelfde jaar zei hij tegen het tijdschrift Q dat hij het nummer schreef om zichzelf "te vinden" en zei dat het "moeilijk is voor mij om mezelf te herpakken nadat ik dat nummer heb gezongen". Als andere inspiratie voor het nummer heeft Diamond een onsuccesvolle auditie voor een film over het leven van komiek Lenny Bruce aangegeven. Hij vertelde dat zijn pogingen om Bruce op te roepen zulke intense emoties veroorzaakten dat hij een tijd in therapie moest doorbrengen.
"I Am... I Said" bracht Diamond een wereldwijde top 10-hit, waaronder de nummer 1-positie in Ierland en Nieuw-Zeeland, een vierde plaats in het Verenigd Koninkrijk en de Verenigde Staten en een zesde plaats in Nederland. Daarnaast kreeg hij in 1972 voor het nummer zijn eerste nominatie voor de Grammy Awards in de categorie Best Pop Vocal Performance, Male, welke uiteindelijk gewonnen werd door "You've Got a Friend" van James Taylor.
Het nummer opent het album Stories, dat gesloten wordt met een reprise van het nummer, waarin het oorspronkelijke nummer halverwege wordt opgepikt en uiteindelijk eindigt in een variant waarin Diamond enkel "I am!" zingt.

## Hitnoteringen

### Nederlandse Top 40
| Hitnotering: 08-05-1971 t/m 10-07-1971 | Hitnotering: 08-05-1971 t/m 10-07-1971 | Hitnotering: 08-05-1971 t/m 10-07-1971 | Hitnotering: 08-05-1971 t/m 10-07-1971 | Hitnotering: 08-05-1971 t/m 10-07-1971 | Hitnotering: 08-05-1971 t/m 10-07-1971 | Hitnotering: 08-05-1971 t/m 10-07-1971 | Hitnotering: 08-05-1971 t/m 10-07-1971 | Hitnotering: 08-05-1971 t/m 10-07-1971 | Hitnotering: 08-05-1971 t/m 10-07-1971 | Hitnotering: 08-05-1971 t/m 10-07-1971 | Hitnotering: 08-05-1971 t/m 10-07-1971 |
| Week                                   | 1                                      | 2                                      | 3                                      | 4                                      | 5                                      | 6                                      | 7                                      | 8                                      | 9                                      | 10                                     |                                        |
| -------------------------------------- | -------------------------------------- | -------------------------------------- | -------------------------------------- | -------------------------------------- | -------------------------------------- | -------------------------------------- | -------------------------------------- | -------------------------------------- | -------------------------------------- | -------------------------------------- | -------------------------------------- |
| Nummer                                 | 31                                     | 18                                     | 12                                     | 10                                     | 6                                      | 7                                      | 10                                     | 14                                     | 18                                     | 23                                     | uit                                    |

### Daverende Dertig
| Hitnotering: 15-05-1971 t/m 03-07-1971 | Hitnotering: 15-05-1971 t/m 03-07-1971 | Hitnotering: 15-05-1971 t/m 03-07-1971 | Hitnotering: 15-05-1971 t/m 03-07-1971 | Hitnotering: 15-05-1971 t/m 03-07-1971 | Hitnotering: 15-05-1971 t/m 03-07-1971 | Hitnotering: 15-05-1971 t/m 03-07-1971 | Hitnotering: 15-05-1971 t/m 03-07-1971 | Hitnotering: 15-05-1971 t/m 03-07-1971 | Hitnotering: 15-05-1971 t/m 03-07-1971 |
| Week                                   | 1                                      | 2                                      | 3                                      | 4                                      | 5                                      | 6                                      | 7                                      | 8                                      |                                        |
| -------------------------------------- | -------------------------------------- | -------------------------------------- | -------------------------------------- | -------------------------------------- | -------------------------------------- | -------------------------------------- | -------------------------------------- | -------------------------------------- | -------------------------------------- |
| Positie                                | 17                                     | 10                                     | 8                                      | 6                                      | 8                                      | 11                                     | 14                                     | 19                                     | uit                                    |

### NPO Radio 2 Top 2000
| Nummer met noteringen in de NPO Radio 2 Top 2000 | '99 | '00 | '01 | '02 | '03 | '04 | '05 | '06 | '07 | '08 | '09 | '10 | '11 | '12 | '13 | '14 | '15 | '16 | '17 | '18 | '19 | '20 | '21 | '22 | '23 | '24 |
| ------------------------------------------------ | --- | --- | --- | --- | --- | --- | --- | --- | --- | --- | --- | --- | --- | --- | --- | --- | --- | --- | --- | --- | --- | --- | --- | --- | --- | --- |
| I Am... I Said                                   | 368 | 325 | 80  | 369 | 274 | 384 | 505 | 319 | 393 | 341 | 310 | 298 | 364 | 418 | 439 | 394 | 467 | 546 | 502 | 418 | 398 | 442 | 432 | 455 | 476 | 573 |

1. ↑  Een vetgedrukt getal geeft de hoogste notering aan.

### Evergreen Top 1000
| Evergreen Top 1000 "I Am... I Said" | Evergreen Top 1000 "I Am... I Said" | Evergreen Top 1000 "I Am... I Said" | Evergreen Top 1000 "I Am... I Said" | Evergreen Top 1000 "I Am... I Said" | Evergreen Top 1000 "I Am... I Said" | Evergreen Top 1000 "I Am... I Said" | Evergreen Top 1000 "I Am... I Said" | Evergreen Top 1000 "I Am... I Said" | Evergreen Top 1000 "I Am... I Said" | Evergreen Top 1000 "I Am... I Said" | Evergreen Top 1000 "I Am... I Said" | Evergreen Top 1000 "I Am... I Said" | Evergreen Top 1000 "I Am... I Said" | Evergreen Top 1000 "I Am... I Said" | Evergreen Top 1000 "I Am... I Said" | Evergreen Top 1000 "I Am... I Said" |
| Jaar                                | 2008                                | 2009                                | 2010                                | 2011                                | 2012                                | 2013                                | 2014                                | 2015                                | 2016                                | 2017                                | 2018                                | 2019                                | 2020                                | 2021                                | 2022                                | 2023                                |
| ----------------------------------- | ----------------------------------- | ----------------------------------- | ----------------------------------- | ----------------------------------- | ----------------------------------- | ----------------------------------- | ----------------------------------- | ----------------------------------- | ----------------------------------- | ----------------------------------- | ----------------------------------- | ----------------------------------- | ----------------------------------- | ----------------------------------- | ----------------------------------- | ----------------------------------- |
| Positie                             | -                                   | 171                                 | 89                                  | 16                                  | 865                                 | 151                                 | 94                                  | 104                                 | 99                                  | 49                                  | 28                                  | 40                                  | 39                                  | 35                                  | 36                                  | 40                                  |